# Julie Deslauriers
Julie Deslauriers est une actrice québécoise née le 5 mars 1976.

## Filmographie

### Cinéma
- 1993 : C'était le 12 du 12 et Chili avait les blues : Cathou Barbeau
- 2004 : Elles étaient cinq : Anne
- 2005 : Horloge biologique : Anne Tremblay
- 2008 : En plein cœur : Sylvie

### Télévision
- 1987 : Flash varicelle : reporter
- 1989 : Les animaux magiques : Marie-Lou
- 1990 : D'amour et d'amitié : Chloé
- 1991-96 : Chambres en ville : Caroline Béliveau
- 1994 : Les Intrépides : Lucie
- 1996-99 : Watatatow : Charline Viau
- 1997-99 : Ent'Cadieux : Line Dubuc
- 1998-99 : Réseaux : Roxanne Blanchard
- 2001-02 : Tribu.com : Hélène
- 2002 : Le Plateau : Maude
- 2002-03 : Rumeurs : Éducatrice
- 2003 : Ramdam : Sophia
- 2003-2004 : Les Bougon, c'est aussi ça la vie! : Tatoueuse
- 2004-2005 : Virginie : Marie Trudeau
- 2005-06 : KM/H : Lisa
- 2006 : Le 7e Round : Nancy Gélinas
- 2006-07 : Le Négociateur : Cécile (saisons 2 et 3)
- 2007 : Ste-Madeleine PQ
- 2008 : Miss Météo : Sophie
- 2008 : Il était une fois dans le trouble : Bianca (saison 5)
- 2009 : Destinées : Sophie St-Louis
- 2009 : Rock et Rolland : Sophie Roy
- 2009 : Chez Jules.tv : Anaïs
- 2016 : 30 vies : Kathleen Denancourt
- 2024 : Indéfendable : Sergeant Marcoux

### Court métrage
- 1990 : On a marché sur la lune : Marie-Andrée
- 1995 : @ N @ : Ana
- 1997 : Welcome to paradise : Anabelle
- 2001 : En magasin : Julie
- 2001 : Quand tu vas être mort : Sophie
- 2006 : Super Phoenix : Réceptionniste

## Récompenses et Nominations

### Récompenses
1988 - Récipiendaire du prix Gémeaux dans la catégorie Meilleure animatrice, émission jeunesse pour « Flash Varicelle ».

### Nominations
- 2007 - au gala des prix Gémeaux dans la catégorie Meilleur rôle de soutien féminin: dramatique pour « Le 7e round » Épisode #3.
- 2004 - au gala des Masques dans la catégorie Meilleur texte original, pour la pièce « L’espace entre nous ». La pièce a remporté le Masque 2004 de la meilleure production en régions.
- 1996 - au gala des prix Gémeaux dans la catégorie Meilleur rôle de soutien féminin : téléroman pour « Chambres en ville ».
- 1996 - au Métro Star dans la catégorie Premier rôle féminin, téléroman pour l’émission pour « Chambres en ville ».
- 1989 & 1990 - au gala des prix Gémeaux dans la catégorie Meilleure animatrice, émission jeunesse pour « Flash Varicelle ».